# Iepenplein
Het Iepenplein is een plein in Amsterdam-Oost.

## Ligging en geschiedenis
Het plein kreeg per raadsbesluit van 3 april 1912 haar naam, een vernoeming naar de Iep. Het plein bestond daarvoor ook al, maar was uitgevoerd als een verbreding van de Iepenweg. In de wijk zijn meerdere straten en pleinen naar bomen vernoemd. Het Iepenplein vormt samen met Beukenplein, Eikenplein en Kastanjeplein een aantal open ruimten in de dichtbebouwde Oosterparkbuurt.
Het plein wordt aan de noordzijde geraakt door Tweede Oosterparkstraat en aan de zuidzijde voor de Derde Oosterparkstraat. In de beginjaren werd er op kleine schaal markten gehouden. Er stond een urinoir annex transformatorhuisje, waarop ook gelegenheid werd gegeven tot het aanplakken van reclames. Er was jarenlang een openbare speelplaats op het plein, niet ontworpen door Aldo van Eyck en Jacoba Mulder, maar door architect Batavus Bernardus Westerhuis.

## Gebouwen
In tegenstelling tot het Beukenplein, Eikenplein en Kastanjeplein is er aan het Iepenplein geen oorspronkelijke bebouwing meer te vinden. Die originele bebouwing uit laat 19e eeuw heeft in de tweede helft van de 20e eeuw plaatsgemaakt voor nieuwbouw. De oude woningen waren ofwel te veel vervallen of te klein om te voldoen aan de eisen die toen gesteld werden aan woningen. Ook elders in de buurt werden woningen gesaneerd, gesloopt of gerenoveerd. Mede door de recente bebouwing is er dan ook geen gemeentelijk of rijksmonument te vinden.

## Kunst
In de openbare bevinden staan drie kunstwerken opgesteld. Enerzijds staat op de plaats waar het plein de beide Oosterparkstraten raakt het kunstwerk Rode pylonen van Hendrik-Jan van Herwijnen. Aan de noordkant kwamen de Speelobjecten Iepenplein van Lobke Alkemade, nadat zij samen met landschapsarchitectenbureau Handle with Care gedurende de termijn 2007-2010 betrokken was bij herinrichting van de pleinen in deze buurt.
Het derde kunstwerk bestaat uit een negental panelen van 172 x 272 cm en drie kleinere panelen ontworpen door kunstenaar Daan Heldring. Zij zijn bevestigd aan de Iepenhof, een appartementencomplex aan de westzijde van het plein. De naam Iepenhof wordt vermeld op een kleiner paneel in het midden van de gevelwand. Alle panelen laten gestileerde vormen van bomen zien in allerlei blauwtinten op Polyvinylchloride.

## Afbeeldingen

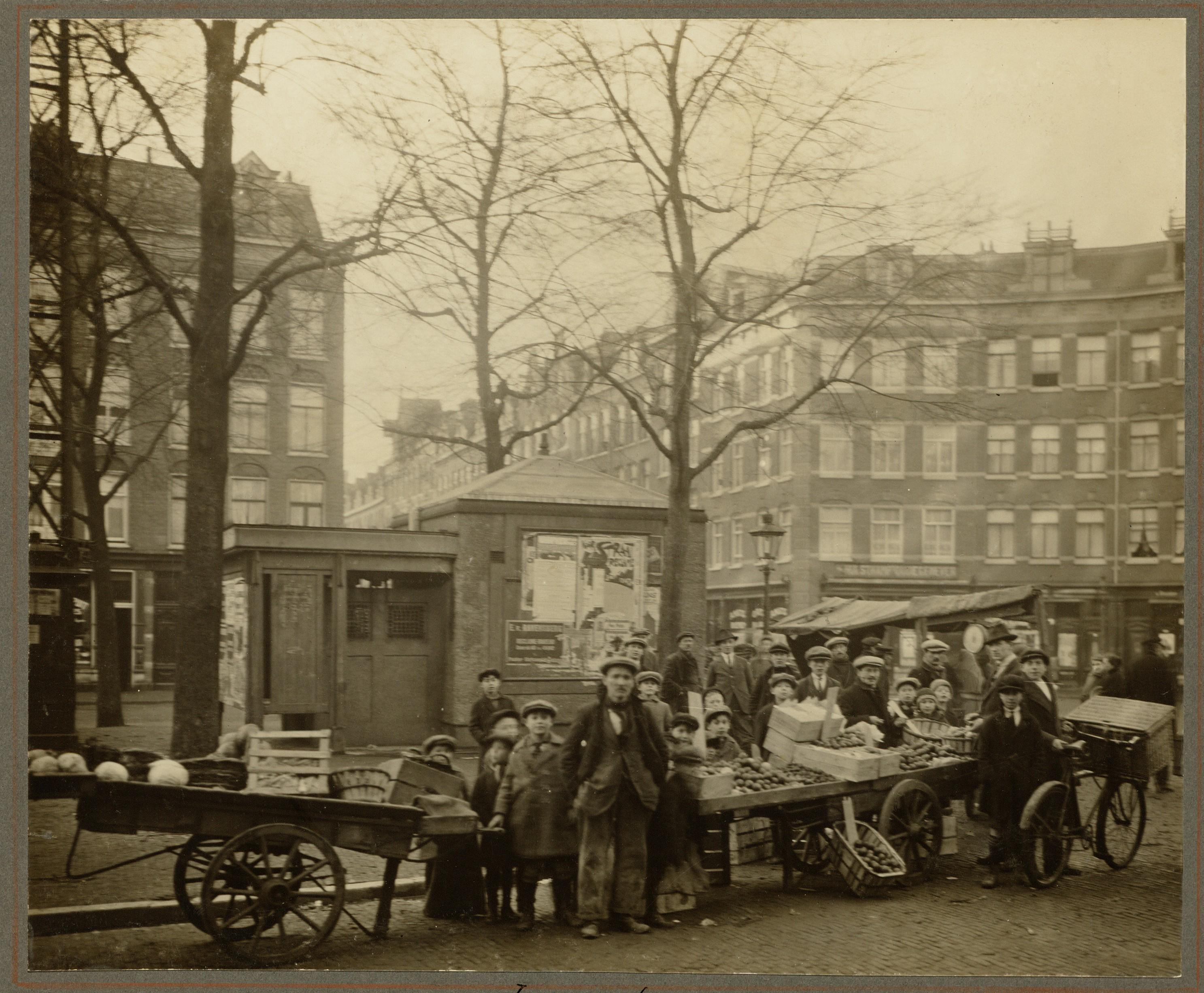
Markt en urinoir (circa 1920)
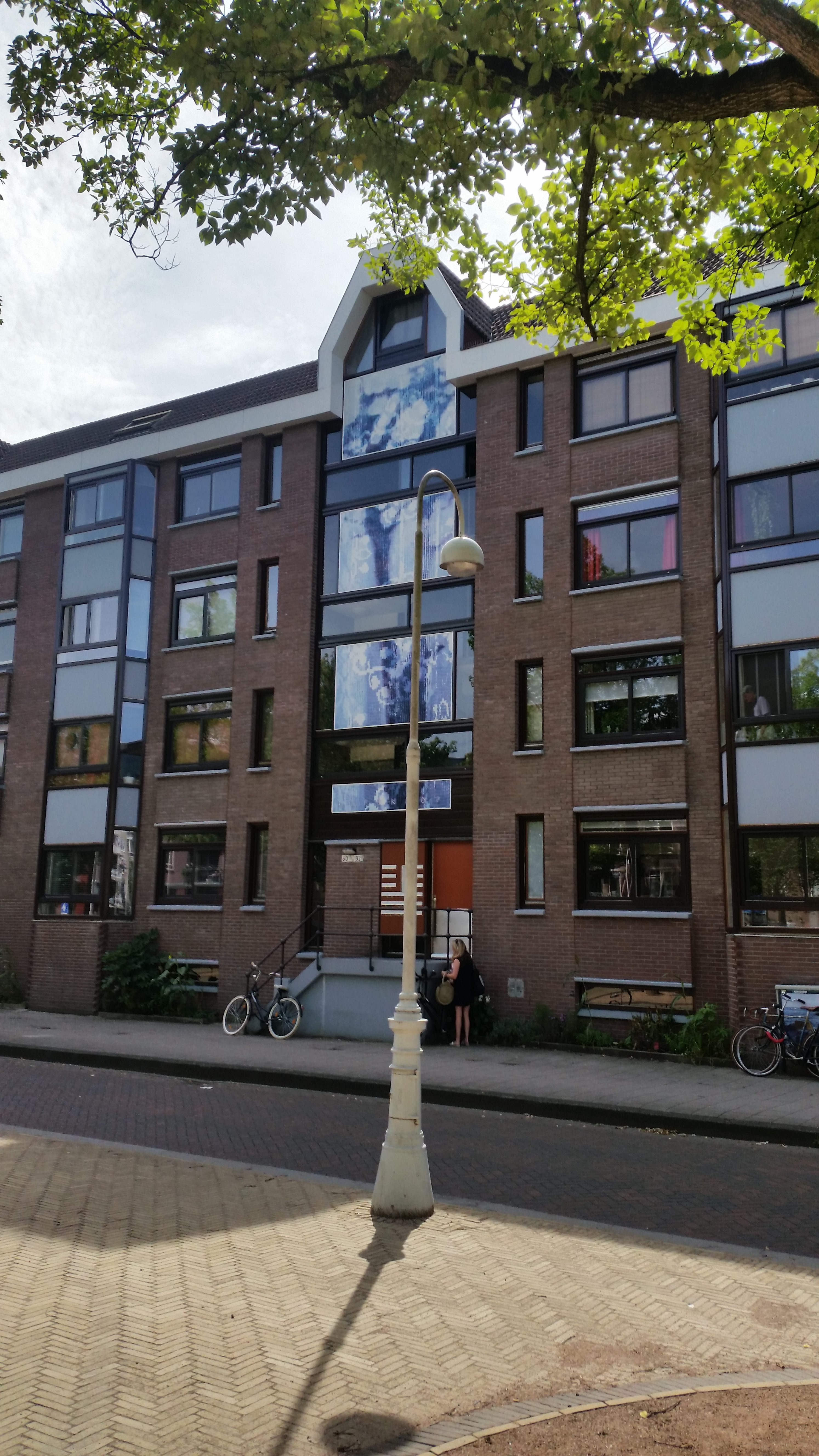
Panelen van Daan Heldring (augustus 2019)
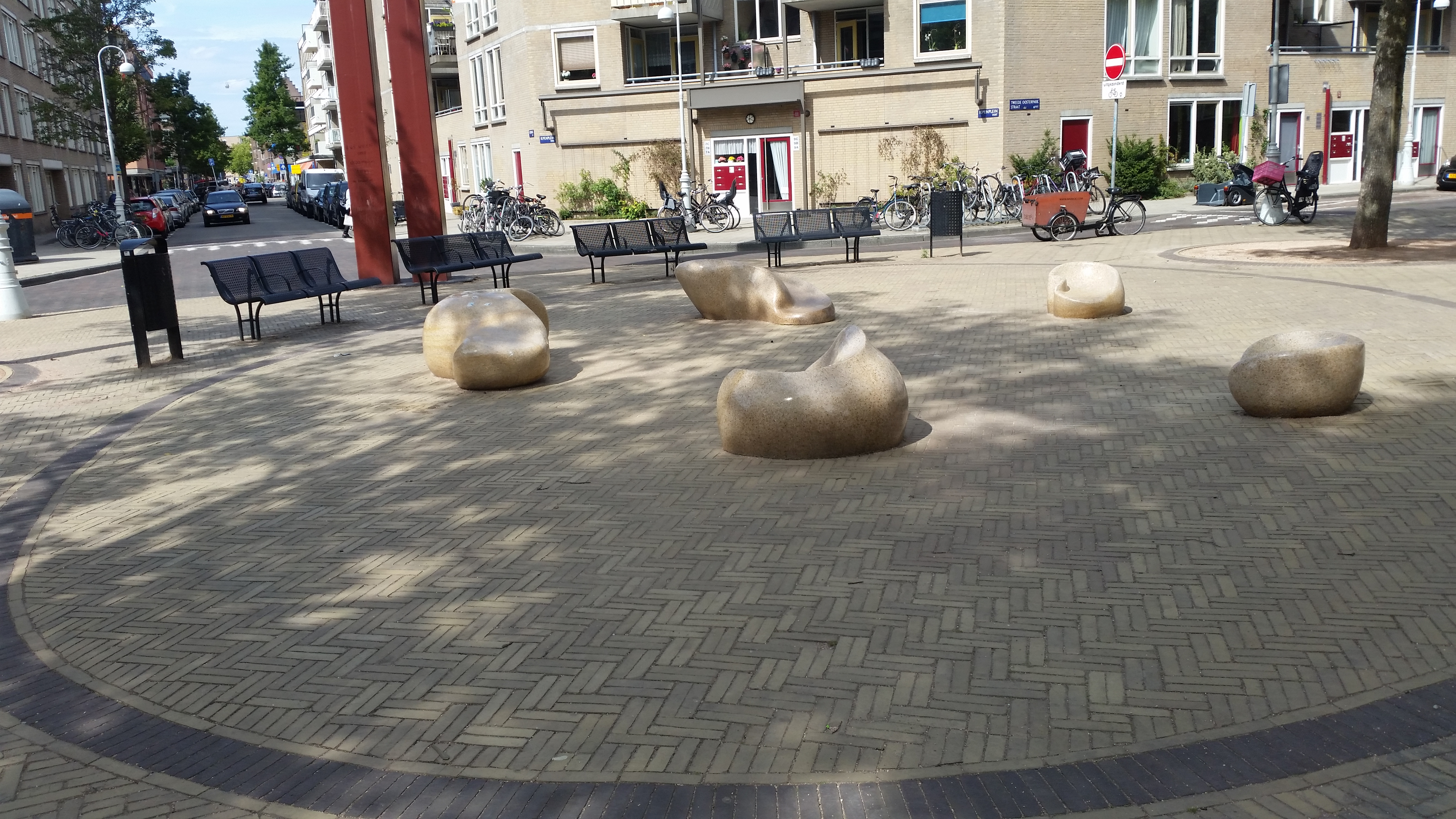
Speelobjecten in de vorm van keien (augustus 2019)